# Chaetosphaeria capitata
Chaetosphaeria capitata är en svampart som beskrevs av Sivan. & H.S. Chang 1995. Chaetosphaeria capitata ingår i släktet Chaetosphaeria och familjen Chaetosphaeriaceae.   Inga underarter finns listade i Catalogue of Life.